# The Road Home (альбом Heart)
The Road Home — концертный альбом группы Heart, выпущенный 29 августа 1995 года звукозаписывающим лейблом Capitol Records и ставший четырнадцатым альбомом в дискографии группы.

## Об альбоме
Диск представляет собой акустическое клубное выступление группы в их родном Сиэтле. Продюсером альбома выступил бывший басист Led Zeppelin Джон Пол Джонс, который также сыграл в альбоме на нескольких инструментах. В альбом вошло множество хитов Heart, включая «Alone», «Barracuda» и «Dreamboat Annie (Fantasy Child)». Альбом достиг 87-й строчки чарта Billboard 200, где смог продержаться шесть недель.

## Список композиций
| №   | Название                                                             | Автор(ы)                                                         | Длительность |
| --- | -------------------------------------------------------------------- | ---------------------------------------------------------------- | ------------ |
| 1.  | «Dreamboat Annie (Fantasy Child)»                                    | Энн Уилсон, Нэнси Уилсон                                         | 3:35         |
| 2.  | «Dog and Butterfly»                                                  | Энн Уилсон, Нэнси Уилсон, Сью Эннис                              | 6:00         |
| 3.  | «(Up On) Cherry Blossom Road»                                        | Эми Скай                                                         | 5:04         |
| 4.  | «Back to Avalon»                                                     | Энн Уилсон, Нэнси Уилсон, Кит Хэйн                               | 3:55         |
| 5.  | «Alone»                                                              | Том Келли, Билли Стейнберг                                       | 4:45         |
| 6.  | «These Dreams»                                                       | Мартин Пейдж, Берни Топин                                        | 5:20         |
| 7.  | «Love Hurts»                                                         | Фелис Брайант, Будло Брайант                                     | 4:30         |
| 8.  | «Straight On»                                                        | Энн Уилсон, Нэнси Уилсон, Сью Эннис                              | 5:10         |
| 9.  | «All I Wanna Do Is Make Love to You»                                 | Роберт Джон «Матт» Ланг                                          | 3:40         |
| 10. | «Crazy on You»                                                       | Энн Уилсон, Нэнси Уилсон                                         | 5:13         |
| 11. | «Seasons»                                                            | Элтон Джон, Берни Топин                                          | 3:40         |
| 12. | «River»                                                              | Джони Митчелл                                                    | 3:40         |
| 13. | «Barracuda»                                                          | Энн Уилсон, Нэнси Уилсон, Роджер Фишер, Майк Дерозьер, Сью Эннис | 4:40         |
| 14. | «Dream of the Archer» (включает отрывок «Sylvan Song» во вступлении) | Энн Уилсон, Нэнси Уилсон, Роджер Фишер, Сью Эннис                | 5:37         |
| 15. | «The Road Home» (скрытый трек)                                       | Энн Уилсон                                                       | 4:35         |

| №   | Название | Автор(ы)                                        | Длительность |
| --- | -------- | ----------------------------------------------- | ------------ |
| 15. | «Never»  | Энн Уилсон, Нэнси Уилсон, Грег Блох, Холли Найт | 5:18         |

## Участники записи
Список составлен по сведениям базы данных Discogs.

| Музыканты: - Энн Уилсон — гитара, вокал, флейта - Нэнси Уилсон — гитара, вокал, мандолина - Говард Лизи — гитара, мандолина, клавишные, аккордеон, бэк-вокал - Джон Пол Джонс — фортепиано, бас-гитара, мандолина - Фернандо Сондерс — бас-гитара, бэк-вокал - Денни Фонгхайзер — ударные, перкуссия - Кристен Барри — бэк-вокал - Seattle Symphony — струнная секция - Геннадий Филимонов — скрипка - Леонид Кейлин — скрипка - Винсент Комер — альт - Давид Тонконогий — виолончель - Джон Дежарнатт — гобой, английский рожок - London Metropolitan String Quartet — струнная секция (в песне 12) - Розмари Фернисс — скрипка - Дэвид Огден — скрипка - Эндрю Браун — альт - Кэролайн Дейл — виолончель - Джон Андерсон — гобой - Роджер Болтон — дирижёр | Технический персонал: - Джон Пол Джонс — продюсер - Гэри Герш — исполнительный продюсер - Скотт Олсон — звукорежиссёр, менеджер проекта - Стив Калп — ассистент звукорежиссёра передвижной студии звукозаписи - Тим Роберж — ассистент звукорежиссёра передвижной студии звукозаписи - Рамон Бретон — редактор звука (цифровая обработка) - Брайан Форейкер — оператор звукозаписи, инженер сведе́ния - Джон Бертон — инженер сведе́ния (студия Bad Animals) - Мэтт Бэйлс — инженер сведе́ния (студия Bad Animals) - Сэм Хофстедт — инженер сведе́ния (студия Bad Animals) - Джефф Гриффин — инженер сведе́ния (студия Enterprise Studios) - Габриэль Саттер — инженер сведе́ния (студия Enterprise Studios) - Бен Финдли — инженер сведе́ния (студия Real World Studios) - Джо Гаствирт — мастеринг-инженер - Тим Девайн — A&R-директор - Томми Стил — арт-директор - Джеффри Фей — арт-директор, дизайнер - Боб Меддер — графический дизайнер (изображение свечи на лицевой обложке) - Лоис (Абба) Уилсон — фотограф (детские фотографии) - Линн ДеБон — фотограф (фотографии свечей) - Роджер Кигл — фотограф (фотография для лицевой обложки) - Лэнс Мерсер — фотограф (фотографии для внутренней вкладки) - Майкл Винсон — автор текста для буклета |

## Позиции в хит-парадах и сертификации
| Год  | Хит-парад                 | Высшая позиция | Пребывание |
| ---- | ------------------------- | -------------- | ---------- |
| 1995 | Канада (RPM Albums Chart) | 49             | 10 недель  |
| 1995 | США (Billboard 200)       | 87             | 6 недель   |
| 1995 | Япония (Oricon)           | 20             | 4 недели   |

| Регион                                                      | Сертификация | Продажи  |
| ----------------------------------------------------------- | ------------ | -------- |
| США (RIAA)                                                  | Золотой      | 500 000^ |
| ^ Данные о тиражах приведены только на основе сертификации. |              |          |